# FC Villarreal (Frauenfußball)
Die Frauenfußballabteilung von Villarreal Club de Fútbol wurde im Jahr 2000 gegründet.

## Geschichte
Die Frauenfußballabteilung des FC Villarreal wurde im Jahr 2000 ins Leben gerufen und gelangte zur Saison 2001/02 in die zweite Spielklasse, die zur damaligen Zeit den Namen Primera Nacional de Fútbol Femenino trug und aus sechs nach regionaler Nähe zusammengestellten Gruppen zu je 14 Mannschaften bestand. In den ersten drei Spielzeiten landete die Mannschaft in der Gruppe IV im Vorderfeld, qualifizierte sich jedoch jeweils nicht für das Aufstiegsplayoff. 2004/05 erreichte der FC Villarreal nur den 13. und vorletzten Platz und musste in die Regionalliga absteigen. Dort verblieb die Frauenmannschaft fünf Saisons lang, bis zur Spielzeit 2010/11 der Aufstieg in die Primera Nacional gelang. Das Team erreichte  in diesem Jahr zwar nur den 12. Platz und wäre damit erneut in die Regionalliga abgestiegen, konnte jedoch aufgrund einer Erweiterung der Primera Nacional auf sieben Gruppen die Kategorie halten. Von nun an startete der FC Villarreal in der Gruppe VII. Ab 2019 kam es zu einer Umstrukturierung und Reduktion der zweiten Spielklasse für Frauen in Spanien die nunmehr nur noch aus zwei Gruppen (Nord und Süd) mit jeweils 16 Mannschaften bestand. Villarreal hatte die Vorsaison in der Gruppe VII auf dem dritten Platz beendet und konnte sich so für den neu geschaffenen Wettbewerb qualifizieren. Der bislang größte Erfolg glückte der Frauenmannschaft schließlich in der Spielzeit 2020/21, als das Team die Gruppe Süd gewinnen konnte und somit zur Saison 2021/22 erstmals in der Geschichte des Klubs in die Primera División aufsteigen konnte, besonders stach in jener Saison die erst 17-jährige Salma Paralluelo hervor, die es auf 15 Tore brachte. In der höchsten Liga konnte sich Villarreal drei Spielzeiten lang halten, kam jedoch über einen 12. Platz 2021/22 nicht hinaus. Die Saison 2023/24 beendete die Mannschaft auf dem 15. und vorletzten Platz, der den Abstieg in die zweite Division bedeutete.

## Bekannte Spielerinnen
- Hannah Hampton (Jugend)
- Kayla McKenna
- Salma Paralluelo
- Virginia Torrecilla